# Werner Ostendorff
Werner Ostendorff, född 15 augusti 1903 i Königsberg (nuvarande Kaliningrad), död 1 maj 1945 i Bad Aussee, var en tysk SS-Gruppenführer och generallöjtnant i Waffen-SS. Under andra världskriget förde han befäl över 17. SS-Panzergrenadier-Division Götz von Berlichingen och 2. SS-Panzer-Division "Das Reich".
I samband med strider vid Székesfehérvár i Ungern i mars 1945 sårades Ostendorff svårt och avled i sviterna av gasbrand på ett fältsjukhus i Bad Aussee den 1 maj.

## Befordringshistorik
- Löjtnant: 1 juni 1930
- Överlöjtnant: 1 juli 1933
- Överlöjtnant (Luftwaffe): 1 mars 1934
- Obersturmführer: 1 oktober 1935
- Hauptsturmführer: 30 januari 1936
- Sturmbannführer: 1 juni 1939
- Obersturmbannführer: 13 december 1940
- Standartenführer: 1 mars 1942
- Oberführer: 20 april 1943
- Brigadeführer och generalmajor i Waffen-SS: 20 april 1944
- Gruppenführer och generallöjtnant i Waffen-SS: 1 december 1944

## Utmärkelser
- Riddarkorset av Järnkorset med eklöv
  - Riddarkorset: 13 september 1941
  - Eklöv: 6 maj 1945 (postum utmärkelse)
- Tyska korset i guld: 5 juni 1942
- Järnkorset av andra klasen: 19 maj 1940
- Järnkorset av första klassen: 23 juni 1940
- Attackmärket
- Östfrontsmedaljen: 1942
- Såradmärket i svart
- Såradmärket i silver: 1944

### Webbkällor
- ”Werner Ostendorff” (på tyska). Lexikon der Wehrmacht. Arkiverad från originalet den 2 september 2014. https://www.webcitation.org/6SIS7Vwyu?url=http://www.lexikon-der-wehrmacht.de/Personenregister/O/OstendorffW.htm. Läst 2 september 2014.